# (16) Psyche
(16) Psyche ist ein Asteroid des äußeren Hauptgürtels, der am 17. März 1852 vom italienischen Astronomen Annibale de Gasparis am Osservatorio Astronomico di Capodimonte in Neapel entdeckt wurde.
Der Asteroid wurde benannt nach Psyche, der Königstochter, die Amor heiratete. Venus wollte sie töten, weil sie der Welt ihren Sohn geraubt hatte, doch Jupiter verlieh Psyche auf Amors Bitte hin Unsterblichkeit. Ihr Name ist das griechische Wort für „Seele“. Das früher für den Asteroiden verwendete Symbol  stellt den Flügel eines Schmetterlings dar, einer Personifizierung der Seele.

## Wissenschaftliche Auswertung
Mit Daten radiometrischer Beobachtungen im Infraroten am Mauna-Kea-Observatorium auf Hawaiʻi, am Kitt-Peak-Nationalobservatorium und am Mount-Lemmon-Observatorium in Arizona sowie am Cerro Tololo Inter-American Observatory in Chile im Zeitraum von April 1973 bis März 1976 wurden für (16) Psyche erstmals Werte für den Durchmesser und die Albedo von 173 bis 278 km bzw. 0,07 bis 0,19 bestimmt. Radarastronomische Untersuchungen am Arecibo-Observatorium vom 16. bis 23. November 1980 und vom 7. bis 11. Dezember 1985 bei 2,38 GHz ergaben für (16) Psyche einen effektiven Durchmesser von 237 ± 25 bzw. 241 ± 26 km. Aus Ergebnissen der IRAS Minor Planet Survey (IMPS) wurden 1992 Angaben zu Durchmesser und Albedo für zahlreiche Asteroiden abgeleitet, darunter auch (16) Psyche, für die damals Werte von 253,2 km bzw. 0,12 erhalten wurden. Mit hochaufgelösten Aufnahmen mit dem Adaptive Optics (AO)-System am Teleskop II des Keck-Observatoriums auf Hawaiʻi im Infraroten vom 16. August 2009 konnte ein äquivalenter Durchmesser von 213 ± 15 km abgeleitet werden. Eine Auswertung von Beobachtungen durch das Projekt NEOWISE im nahen Infrarot führte 2012 zu vorläufigen Werten für den Durchmesser und die Albedo im sichtbaren Bereich von 288,3 km bzw. 0,09. Mit einer Auswertung von fünf Sternbedeckungen durch den Asteroiden konnte in einer Untersuchung von 2020 ein mittlerer Durchmesser von 223 ± 6 km bestimmt werden.
Photometrische Beobachtungen von (16) Psyche fanden erstmals statt am 26. Dezember 1955 und 2. Januar 1956 am McDonald-Observatorium in Texas. Aus den aufgezeichneten Lichtkurven wurde eine Rotationsperiode von 4,303 h abgeleitet. Dieses Ergebnis wurde zunächst durch neue Messungen am 6. Februar 1972 und vom 8. bis 13. August 1974 am Kitt-Peak-Nationalobservatorium bestätigt.

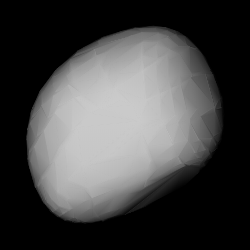
Berechnetes 3D-Modell von (16) Psyche

Weitere Beobachtungen vom 2. Oktober 1975 bis 3. März 1976 an elf Observatorien in den Vereinigten Staaten, Italien und Australien führten allerdings in der Auswertung zu einer kürzeren Rotationsperiode von 4,1958 h, ebenso wie Beobachtungen vom 28. April bis 12. Juli 1978 und vom 15. Juni bis 7. September 1979 am Institut für Astrophysik der Akademie der Wissenschaften der Tadschikischen SSR (abgeleitete Periode 4,1959 h). Es konnte dabei auch die Position der Rotationsachse mit einer prograden Rotation bestimmt und gezeigt werden, dass (16) Psyche um die kürzeste Achse rotiert. Außerdem wurden die Achsenverhältnisse eines dreiachsig-ellipsoidischen Gestaltmodells und ein Durchmesser von 270 km bestimmt. Der gemessene Oppositionseffekt war größer als bis dahin bei jedem anderen Asteroiden oder dem Mond, was auf eine sehr raue Oberfläche hindeutete. Auch die Auswertung von Messungen in China aus den Jahren 1965, 1980 und 1981 bestätigten diese kürzere Rotationsperiode mit einem Wert von 4,1960 h. Hier wurde ebenfalls eine Berechnung der Position der Rotationsachse mit einer prograden Rotation durchgeführt.
Eine Forschergruppe an der University of Arizona und am Planetary Science Institute in Tucson führte in den 1980er Jahren ein Programm zur „Photometrischen Geodäsie“ einer Anzahl von schnell rotierenden Asteroiden des Hauptgürtels durch, darunter auch (16) Psyche. Bei Beobachtungen am Kitt-Peak-Nationalobservatorium bei mehreren Gelegenheiten zwischen April 1981 und Januar 1986 konnten zahlreiche Lichtkurven erfasst werden. Die Auswertung in einer Untersuchung von 1988 errechnete daraus eine eindeutige Position für die Rotationsachse, allerdings mit retrograder Rotation, und eine Periode von 4,1959 h sowie die Achsenverhältnisse eines ellipsoidischen Gestaltmodells. Eine neue Beobachtung vom 5. Februar 1987 lieferte eine zusätzliche Lichtkurve, so dass in einer finalen Auswertung von 1991 die früheren Ergebnisse von 1988 bestätigt werden konnten.
In den 1980er und 1990er Jahren gab es darüber hinaus weitere Untersuchungen, die aus den archivierten Lichtkurven Berechnungen mit unterschiedlichen Methoden zur Bestimmung von meist zwei alternativen Lösungen für die Position der Rotationsachse, des Drehsinns, der Rotationsperiode und der Achsenverhältnisse von Gestaltmodellen durchführten. Dabei gab es immer wieder auch neue photometrische Beobachtungen, die weitere Lichtkurven lieferten, wie am 15. Dezember 1985 am Osservatorio Astronomico di Collurania-Teramo oder am 7. August 1994 an einer privaten Sternwarte im Staat New York.
Aus 85 im Uppsala Asteroid Photometric Catalogue (UAPC) archivierten Lichtkurven der Beobachtungsjahre 1955 bis 1992 wurde dann in einer Untersuchung von 2002 erstmals ein dreidimensionales, ziemlich regelmäßiges Gestaltmodell berechnet mit einem Fleck mäßiger Größe, der 30 % heller als der Rest der Oberfläche ist. Es wurden dazu zwei alternative Rotationsachsen mit retrograder Rotation und eine Periode von 4,19595 h gefunden. Durch die Auswertung von 4 Beobachtungen einer Sternbedeckung durch den Asteroiden am 16. Mai 2004 und 14 Beobachtungen einer weiteren Bedeckung am 21. August 2010 konnte in einer Untersuchung von 2011 von den zuvor bestimmten alternativen Rotationsachsen eine bevorzugt werden. Es wurde außerdem ein mittlerer Durchmesser von 225 ± 20 km bestimmt.
Am 29. August 2004 und 12. Februar 2006 erfolgten Beobachtungen des Asteroiden mit einem adaptiven Optiksystem am Shane-Teleskop des Lick-Observatoriums in Kalifornien. Es konnte daraus eine Position der Rotationsachse mit retrograder Rotation und die Abmessungen eines ellipsoidischen Gestaltmodells in drei Achsen bestimmt werden. In entsprechender Weise wurden auch die Adaptive-Optik-Aufnahmen von (16) Psyche vom Juni 2004 und Oktober 2010 mit dem nördlichen Gemini-Teleskop am Mauna-Kea-Observatorium sowie vom August 2009, Oktober 2010 und Dezember 2015 am Keck-Observatorium ausgewertet.
Vom 30. November bis 26. Dezember 2015 erfolgten während drei Nächten am Center for Solar System Studies–Palmer Divide Station (CS3-PDS) in Colorado neue photometrische Beobachtungen von (16) Psyche, um gleichzeitig stattfindende Radar- und Infrarot-Beobachtungen zu unterstützen. Es wurde eine Rotationsperiode von 4,1963 h bestimmt. Die Radar-Beobachtungen erfolgten vom 29. November bis 9. Dezember 2015 am Arecibo-Observatorium.

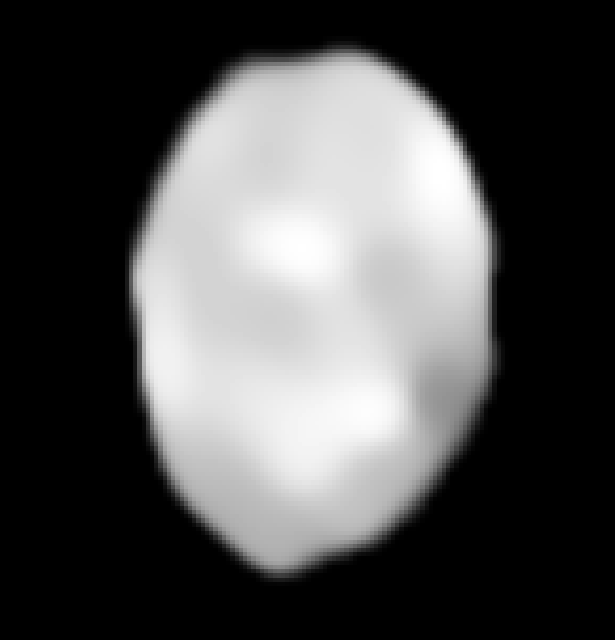
Aufnahme von (16) Psyche durch das Very Large Telescope (VLT) am 5. August 2019

Die Auswertung von 118 vorliegenden Lichtkurven führte in einer Untersuchung von 2016 erneut zur Erstellung eines dreidimensionalen Gestaltmodells mit einer eindeutigen Rotationsachse mit retrograder Rotation und einer Periode von 4,19595 h. Mit dem neuen Algorithmus All-Data Asteroid Modeling (ADAM) wurde dann 2017 wieder ein Gestaltmodell erstellt, das alle verfügbaren photometrischen Daten in Verbindung mit hochaufgelösten Infrarot-Aufnahmen des Teleskops II am Keck-Observatorium aus den Jahren 2002, 2003, 2009 und 2010 sowie Beobachtungen von zwei Sternbedeckungen durch den Asteroiden vom 21. August 2010 (siehe oben) und vom 22. Juli 2014 gut reproduziert. Für die Rotationsachse wurde eine eindeutige und verbesserte Position mit retrograder Rotation bestimmt und die Periode zu 4,19595 h berechnet. Für die Größe wurde ein volumenäquivalenter Durchmesser von 225 ± 4 km abgeleitet. Neue photometrische Beobachtungen von (16) Psyche erfolgten dann noch einmal vom 27. August bis 1. September 2018 mit dem ferngesteuerten Teleskop TRAPPIST-South am La-Silla-Observatorium in Chile. Aus der Lichtkurve wurde hier eine Rotationsperiode von 4,1962 h bestimmt.
Die erste Bestimmung der Masse und Dichte von (16) Psyche gelang in einer Untersuchung von 2000. Es wurden dabei die astrometrischen Daten einer nahen Begegnung zwischen (16) Psyche und (94) Aurora am 18. Juni 1937 bis auf einen Abstand von etwa 1,0 Mio. km bei einer Relativgeschwindigkeit von 3,1 km/s ausgewertet und daraus eine Masse von 17,3·1018 kg und mit einem angenommenen Durchmesser von 264 km eine Dichte von 1,8 g/cm³ bestimmt. Dies ist zwei- bis dreimal weniger als für einen Asteroiden des taxonomischen M-Typs mit einer metallischen Zusammensetzung erwartet wurde. Eine Untersuchung von 2006 führte dies auf einen zu groß angesetzten Durchmesser des Asteroiden zurück und errechnete mit einem verbesserten Wert von 213 km eine Dichte von 3,3 g/cm³. Abschätzungen von Masse und Dichte für den Asteroiden (16) Psyche aufgrund von gravitativen Beeinflussungen auf Testkörper ergaben dann in einer Untersuchung von 2012 eine Masse von etwa 27,2·1018 kg, was mit einem angenommenen Durchmesser von etwa 248 km zu einer Dichte von 3,38 g/cm³ führte bei einer Porosität von 15 %. Diese Werte besitzen eine Unsicherheit im Bereich von ±34 %. Eine weitere Untersuchung von 2017 bestimmte die Masse von (16) Psyche zu etwa 22,9·1018 kg mit einer Unsicherheit von ±3 %.
Zwischen 2012 und 2018 wurden mit der All-Sky Automated Survey for Supernovae (ASAS-SN) auch photometrische Daten von 20.000 Asteroiden aufgezeichnet. Auf mehr als 5000 davon konnte erfolgreich die Methode der konvexen Inversion angewendet werden, darunter auch (16) Psyche, für die in einer Untersuchung von 2021 ein verbessertes dreidimensionales Gestaltmodell für zwei alternative Rotationsachsen nahe zur Ebene der Ekliptik gelegen und eine Periode von 4,19597 h berechnet wurde.
Ein umfangreiches Programm der Europäischen Südsternwarte (ESO) zielte darauf ab, die 3D-Form und damit die Dichte von großen Hauptgürtel-Asteroiden zu ermitteln, um ihre Entstehung und Entwicklung besser zu belegen. Es wurden dazu mit dem adaptiven Optikinstrument SPHERE des Very Large Telescope (VLT) am Paranal-Observatorium in Chile hochauflösende Bilder von 42 großen (D > 100 km) Hauptgürtel-Asteroiden aufgenommen, darunter vom April bis Juni 2018 und vom Juli bis August 2019 auch (16) Psyche, und daraus ein dreidimensionales Gestaltmodell errechnet. Eine Suche nach möglichen Begleitern um den Asteroiden brachte keine Anzeichen dafür. Neben hochaufgelösten Bildern des Asteroiden konnten in der finalen Auswertung 2022 unter anderem folgende Daten erfasst werden:
- Mittlerer Durchmesser 223 ± 3 km
- Abmessungen in drei Achsen (277 × 238 × 164) km
- Masse 22,6·1018 kg
- Dichte 3,89 g/cm³
- Albedo 0,16
- Rotationsperiode 4,195948 h
- Position der Rotationsachse mit retrograder Rotation

## Asteroid aus reinem Metall?
Die im November 1980 am Arecibo-Observatorium durchgeführten Radar-Beobachtungen von (16) Psyche (siehe oben) zeigten die damals höchste gemessene Radar-Albedo für einen Asteroiden von 0,29. Dies wies für den Asteroiden auf eine fast ausschließlich metallische Zusammensetzung hin, die unter der Annahme einer mit dem Mondboden vergleichbaren Porosität entweder einem metallischen Regolith mit typischen Mondporositätswerten (~50 %) als auch mit einem Enstatit-Chondrit-Regolith (~30 % Metall) mit einer Porosität knapp unter dem Mondbereich (~35–55 %) übereinstimmt. Falls dies zutreffen sollte, so wurde daraus geschlossen, dass (16) Psyche der durch Kollisionen freigelegte metallische Kern eines differenzierten Vorgängerasteroiden mit einem Durchmesser von 500 km (vergleichbar mit (4) Vesta) und das bei weitem größte Stück „reinen“ Metalls im Sonnensystem sein könnte. Eine weitere Radar-Beobachtung von (16) Psyche am Arecibo-Observatorium vom 2. bis 16. November 2005 wurde sogar zu einer Radar-Albedo von 0,42 mit metallischem Charakter ausgewertet, allerdings waren die Ergebnisse für den effektiven Durchmesser mit 186 ± 30 km deutlich abweichend von anderen Forschungsergebnissen.

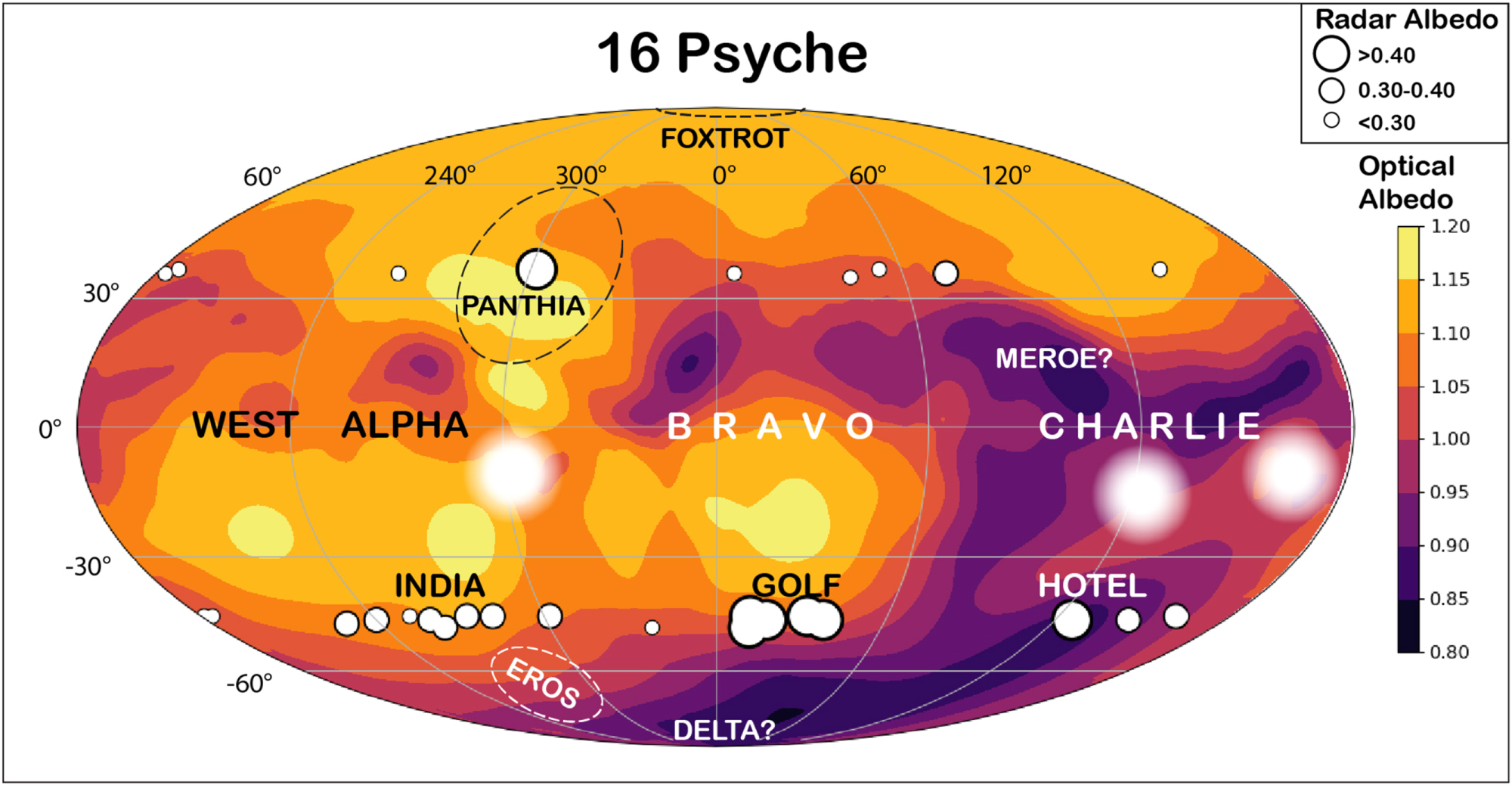
Karte der optischen Albedo von (16) Psyche mit Bezeichnung einiger topographischer und Albedo-Merkmale

Es gibt jedoch weder eine dynamische Asteroidenfamilie, die mit (16) Psyche in Zusammenhang steht, noch gibt es spektroskopische Daten für die Existenz des verlorengegangenen Mantel- oder Krustenmaterials des Mutterkörpers. Die übliche Erklärung für das fehlende Material erfordert, dass der Vorgänger von (16) Psyche früh in der Geschichte des Sonnensystems durch Kollisionen zerstört wurde, woraufhin die Familie durch Kollisionen auf unter die derzeit beobachtbaren Grenzgrößen zermahlen wurde. Die Simulation eines solchen Szenarios ergab in einer Untersuchung von 1999, dass ein Impaktor von etwa 300–350 km Größe erforderlich gewesen wäre, um einen 500 km großen Asteroiden (die geschätzte Größe des Ursprungskörpers) vollständig zu zerstören. Die Wahrscheinlichkeit, dass ein solches Ereignis in den ersten 500 Millionen Jahren der Sonnensystemgeschichte eintrat, beträgt aber nur etwa 1 % und es dürfte mehrere Dutzend Überreste aus dem Mantel und der Kruste geben, die größer als etwa 10 km und damit detektierbar sein müssten. Es wurde daher als wahrscheinlicher gefunden, dass (16) Psyche zwar durch Einschläge zertrümmert, aber nicht katastrophal zerstört wurde. In diesem Fall wäre sie ein plausibler Kandidat für den Ursprungskörper der Mesosiderite.
Spektroskopische Untersuchungen vom 8. und 9. Dezember 2015 mit der Infrared Telescope Facility (IRTF) am Mauna-Kea-Observatorium ergaben allerdings Hinweise auf geringe Mengen an gebundenem Wasser oder Hydroxyl (OH) an der Oberfläche von (16) Psyche, in Übereinstimmung mit den Merkmalen einiger wasserreicher Asteroiden und Meteoriten vom Typ Kohliger Chondrit. Dies könnte darauf hindeuten, dass (16) Psyche möglicherweise nicht aus reinem Metall besteht oder dass es sich um einen metallischen Kern handeln könnte, der in den letzten 4,5 Mrd. Jahren von kohlenstoffhaltigem Material beeinflusst wurde, z. B. durch Kollisionen mit Asteroiden vom Typ C. Veränderungen des Spektrums mit der Rotation des Asteroiden wiesen auch auf eine Heterogenität des Metall-/Silicat-Verhältnisses auf seiner Oberfläche hin.
Die Adaptive-Optik-Aufnahmen von (16) Psyche von 2004 und 2010 am nördlichen Gemini-Teleskop sowie von 2009 bis 2015 am Keck-Teleskop (siehe oben) führten in einer Untersuchung von 2018 – unter der Annahme, dass der Asteroid aus reinem Nickel-Eisen besteht – mit der ermittelten Dichte zu einer Makroporosität von 47 %, woraus erneut geschlossen wurde, dass es sich um den freigelegten, zerstörten und wieder locker zusammengesetzten Kern eines (4) Vesta ähnlichen Planetesimals handeln könnte. Aus den VLT/SPHERE-Aufnahmen von 2018 (siehe oben) wurde eine Schüttdichte von etwa 4 g/cm³ abgeleitet. Während eine solche Dichte mit allen Eisenmeteoriten (~7,8 g/cm³) inkompatibel ist, schien sie vollständig mit der von Stein-Eisen-Meteoriten wie Mesosideriten (Dichte ~4,25 g/cm³) übereinzustimmen, was die lange zuvor veröffentlichte Hypothese erneut bestätigte, dass (16) Psyche ein plausibler Kandidat für einen Mutterkörper von Mesosideriten sein könnte.

## Topographie der Oberfläche

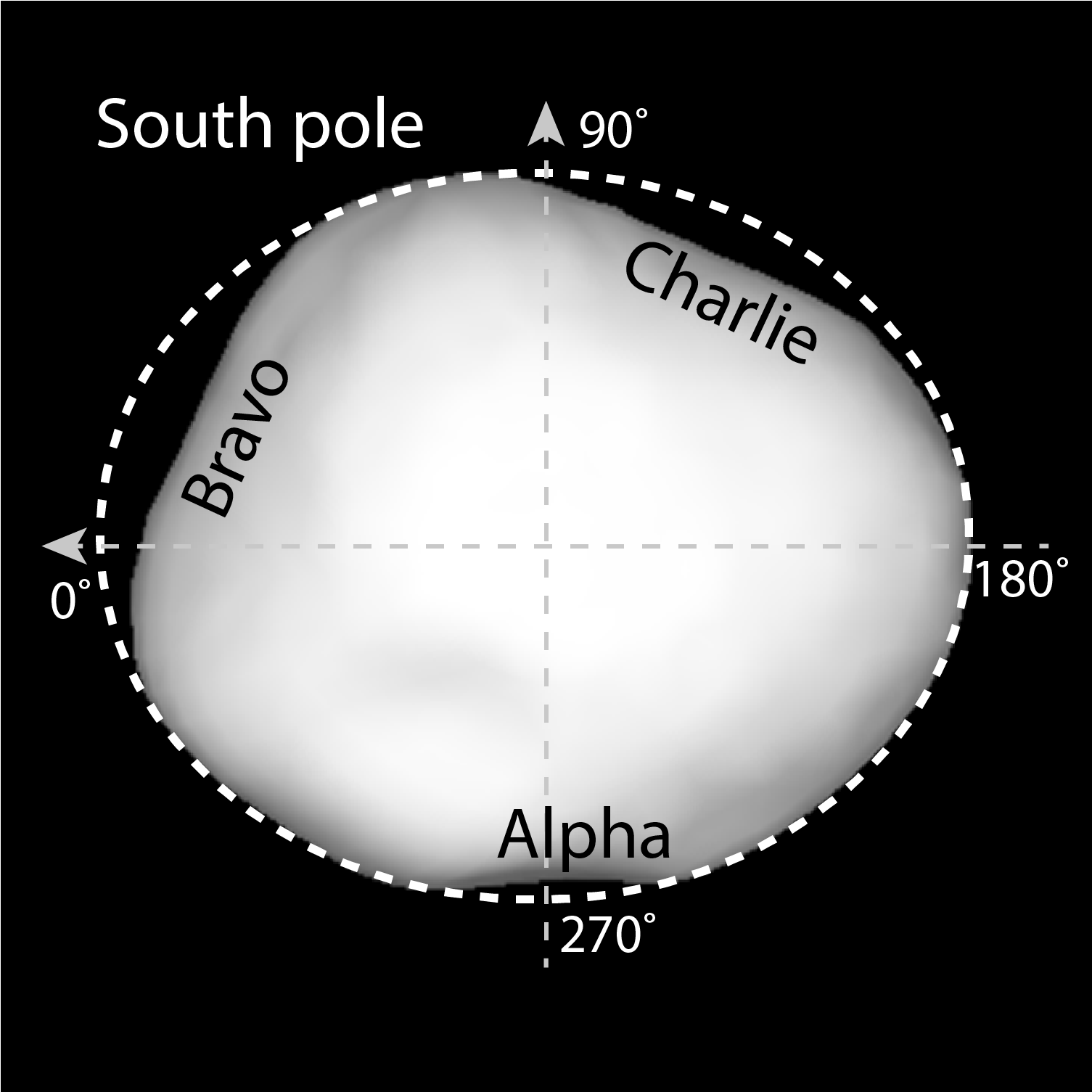
Ellipsoidisches Modell von (16) Psyche, gesehen vom Südpol. Am Äquator die drei flachen Vertiefungen „Alpha“, „Bravo“ und „Charlie“

Animation eines Gestaltmodells von (16) Psyche, am Nordpol erkennbar das Merkmal „Foxtrott“

(16) Psyche ist der größte Asteroid des taxonomischen M-Typs im Hauptgürtel. Er ist außerdem der einzige bekannte Asteroid dieser Größe (D > 200 km), der reich an Metallen ist. Obwohl verschiedene Hypothesen zur Erklärung der recht einzigartigen physikalischen Eigenschaften dieses Asteroiden vorgeschlagen wurden, fehlt noch immer ein vollständiges Verständnis seiner Entstehung und Gesamtzusammensetzung.
Spektroskopische Aufnahmen im Infraroten vom 14. Mai 2004 und 17. März 2006 mit dem Spitzer-Weltraumteleskop dienten in einer Untersuchung von 2018 zur Erstellung thermophysikalischer Modelle des Asteroiden. Das Ergebnis wies auf eine glatte Oberfläche hin, was mit der Anwesenheit eines metallischen Grundgesteins vereinbar ist, das duktiler als Silicatgrundgestein ist und daher bei Einschlagereignissen möglicherweise nicht so leicht Felsbrocken bildet. Es wurde geschlussfolgert, dass (16) Psyche wahrscheinlich mit einem feinen Silicatregolith bedeckt ist, der möglicherweise auch Eisenkörner enthält und ein eisenreiches Grundgestein überlagert.
Mit den hochaufgelösten VLT/SPHERE-Aufnahmen von 2018 wurde in einer Untersuchung von 2020 mit den zwei unterschiedlichen Algorithmen Multi-resolution PhotoClinometry by Deformation (MPCD) und All-Data Asteroid Modeling (ADAM) die dreidimensionale Form von (16) Psyche rekonstruiert. Eine Formanalyse der 3D-Gestalt und vorhandene Massenschätzungen implizierten eine Dichte von etwa 4 g/cm³, was bisher die höchste Dichte für ein Objekt des Sonnensystems nach den vier erdähnlichen Planeten ist. Darüber hinaus weist die Form von (16) Psyche kleine Abweichungen von einem Ellipsoid auf, insbesondere drei große Vertiefungen entlang des Äquators. Die Flachheit und Dichte von (16) Psyche sind mit einer Entstehung im hydrostatischen Gleichgewicht als Jacobi-Ellipsoid mit einer kürzeren Rotationsperiode von etwa 3 h vereinbar. Spätere Einschläge könnten (16) Psyches Rotation auf den derzeitigen Wert von etwa 4,2 h verlangsamt haben und dabei auch die Vertiefungen erzeugt haben. Die ursprüngliche Form könnte entweder nach einem riesigen Einschlag entstanden sein, als das Innere des Ursprungskörpers bereits gefroren war, oder als sein Inneres aufgrund radioaktiven Zerfalls noch geschmolzen war.
Eine weitere Untersuchung von 2021 verwendete Untersuchungsergebnisse aus verschiedenen Wellenlängenbereichen – Radarbeobachtungen des Arecibo-Observatoriums von 2005 bis 2017, Millimeterwellen-Messungen mit den Radioteleskopen des Atacama Large Millimeter/submillimeter Arrays (ALMA) in Chile vom 19. Juni 2019, Aufnahmen der adaptiven Optiken des Keck-Teleskops von 2015 und 2020 und des VLT von 2018 und 2019 sowie Beobachtungen einer Sternbedeckung vom 24. Oktober 2019 – um daraus mit der Modellierungssoftware SHAPE ein dreidimensionales Gestaltmodell zu errechnen, das mit allen Ausgangsdaten gute Übereinstimmung zeigte. Es konnte dazu eine Position der Rotationsachse mit retrograder Rotation und Dimensionen in drei Achsen von (278 × 238 × 171) km, entsprechend einem effektiven Durchmesser von 222+4−1 km bestimmt werden. Zahlreiche topographische Merkmale wurden mit vorläufigen Namen bezeichnet.
Die über die gesamte Oberfläche gemittelte Radar-Albedo beträgt 0,34, was darauf schließen lässt, dass der oberste Meter Regolith einen signifikanten Metallgehalt (d. h. Eisen-Nickel) aufweist. Vier Regionen zeigten eine erhöhte Radar- und auch visuelle Albedo. Aufgrund dieser Erkenntnisse konnte zwar ein Verständnis von (16) Psyche als Restkern nicht ausgeschlossen werden, aber es wurde eine Interpretation bevorzugt, dass (16) Psyche eine differenzierter Körper mit einer Regolithzusammensetzung ist, die Enstatit oder metallreichen kohligen Chondriten ähnelt und mit lokalisierten Regionen mit hohen Metallkonzentrationen übersät ist. Der glaubwürdigste Entstehungsmechanismus für diese Regionen wäre Ferrovulkanismus.

## Raumsonden-Mission
Im Jahr 2014 wurde der Vorschlag einer Raumsonden-Mission zum Asteroiden (16) Psyche unterbreitet, um ihre Geologie, Form, Elementzusammensetzung, Magnetfeld und Massenverteilung zu untersuchen. Neben einer Erforschung einer der frühesten Perioden des Sonnensystems könnte dies auch eine stellvertretende Erkundung des Inneren der erdähnlichen Planeten und Satelliten von heute sein, da deren metallische Kerne auf keine andere Weise besucht werden können.
Nach einem Bewerbungs- und Prüfungsverfahren wurde die Mission im Januar 2017 im Rahmen des Discovery-Programms der NASA ausgewählt. Die Raumsonde Psyche startete am 13. Oktober 2023 mit einer Falcon-Heavy-Rakete. Sie soll, nachdem sie rund 3,5 Milliarden Kilometer von der Erde zu (16) Psyche zurückgelegt hat (einschließlich eines Swing-by-Manövers am Mars im Mai 2026), für mindestens anderthalb Jahre von August 2029 bis November 2031 den Asteroiden aus vier zunehmend enger werdenden Umlaufbahnen erforschen.